# Perfect Sense
《Perfect Sense》（韓語：퍼펙트 센스）主要描述有視力障礙的盲人女教師與導盲犬，一同積極適應生活的故事。由秀英、姜均成等人共同出演。此KBS特別劇系列自2008年開始，試圖透過電視劇來改善一般人對身心障礙人士的一些錯誤觀念；同時所有演員都不收取任何出演費用。

## 演出陣容
| 演員   | 角色 | 介紹                     |
| 秀英   | 亞英 | 有視力障礙的盲人女教師。 |
| 姜均成 |      | 導盲犬訓練師。           |
| 鄭燦菲 | 恩書 | 逐漸喪失視力的女學生。   |
| 鄭仙景 |      | 恩書的媽媽。             |
| 紀俐卉 |      | 恩書的導師。             |